# Duane Weiman
Pour les articles homonymes, voir Weiman.
Duane Raymond William Edward Weiman (22 février 1946-4 septembre 2015) est un enseignant et un homme politique provincial canadien de la Saskatchewan. Il représente la circonscription de Saskatoon Fairview à titre de député du Parti progressiste-conservateur de la Saskatchewan de 1982 à 1986.

## Biographie
Né à Bruno en Saskatchewan, Weiman étudie au Saskatoon Technical Collegiate (en) et à l'Université de la Saskatchewan,.